# Attila (film, 1918)
Pour les articles homonymes, voir Attila (homonymie).
Pour plus de détails, voir Fiche technique et Distribution.
Attila (titre original : Attila (flagello di Dio)) est un film italien réalisé par Febo Mari, sorti en 1918.
Ce film muet en noir et blanc s'inspire de l'histoire du célèbre roi des Huns : Attila. Cette production de l'Ambrosio Film a été tournée durant l'automne 1917 dans les immenses studios de la compagnie situés Via Mantova à Turin, ainsi que dans la campagne piémontaise.

## Synopsis
Les événements principaux de l'histoire d'Attila racontés en six chapitres : l'élimination de son frère Bleda qui lui permet de régner seul à la tête des Huns ; ses astuces diplomatiques pour s'assurer la non intervention des Wisigoths de Théodoric lorsqu'il attaque l'Empire romain ; ses campagnes militaires victorieuses et sa défaite aux Champs catalauniques ; ses amours avec la danseuse Ildico qui lui préfère l'ambassadeur de Rome Carpilion ; sa retraite devant Rome et son mariage avec Honoria, sœur de l'empereur Valentinien III, qui le tue durant la nuit de noces pour venger la mort de son amant Eugenio.

## Fiche technique
- Titre : Attila
- Titre original : Attila
- Réalisation : Febo Mari
- Scénario : Febo Mari
- Scénographie : Pietro Canonica, Ettore Ridoni, Carlo Stratta
- Producteur : Ambrosio Film
- Société de distribution : Ambrosio Film
- Format : Noir et blanc — 35 mm — 1,33:1 — Muet
- Longueur de pellicule : 2 048 mètres
- Pays : Italie
- Langue : italien
- Genre : Épique
- Durée : 52 minutes
- Dates de sortie :
  -  Royaume d'Italie (Rome) : 4 mars 1918
  -  Espagne : 17 février 1918
  -  France : 27 décembre 1918[2]
  -  Empire du Japon : 26 juin 1919
  -  Portugal : 14 juin 1920
  -  Colombie (Barranquilla) : 23 mai 1923
- Autres titres connus :
  -  Royaume d'Italie : Attila flagello di Dio
  -  États-Unis : Attila, the Scourge of God
  -  Empire allemand : Attila, der Hunnenkönig
  -  Espagne : Atila

## Distribution
- Febo Mari : Attila
- Maria Roasio : Onoria
- Ileana Leonidoff : Ildico
- François-Paul Donadio
- Luigi Ferrero
- Nietta Mordeglia : Creca
- Mario Sanmarco
- Giovanni Serra